# Robustoschwagerinoides
Robustoschwagerinoides es un género de foraminífero bentónico normalmente considerado un subgénero de Robustoschwagerina, es decir, Robustoschwagerina (Robustoschwagerinoides) de la subfamilia Pseudoschwagerinae, de la familia Schwagerinidae, de la superfamilia Fusulinoidea, del suborden Fusulinina y del orden Fusulinida. Su especie tipo es Pseudoschwagerina nucleolata. Su rango cronoestratigráfico abarca el Sakmariense (Pérmico inferior).

## Discusión
Clasificaciones más recientes incluyen Robustoschwagerinoides en la superfamilia Schwagerinoidea, y en la subclase Fusulinana de la clase Fusulinata.

## Clasificación
Robustoschwagerinoides incluye a las siguientes especies:
- Robustoschwagerinoides nucleolata †, también considerado como Robustoschwagerina (Robustoschwagerinoides) nucleolata †
- Robustoschwagerinoides simplex †, también considerado como Robustoschwagerina (Robustoschwagerinoides) simplex †